# Peter Mark Roget
Peter Mark Roget (18 de Janeiro de 1779 – 12 de Setembro de 1869) foi um médico britânico, teólogo e lexicógrafo. Ficou conhecido pela publicação, em 1852, Thesaurus of English Words and Phrases (Roget’s Thesaurus), uma coleção de classificação de palavras.

## Biografia
Peter Mark Roget nasceu em Londres. Filho de um suíço, Roget estudou medicina na Universidade de Edimburgo, graduando-se em 1798. A sua vida foi marcada por vários incidentes e tristezas. O seu pai e a sua esposa morreram muito jovens e o seu  tio Samuel Romilly suicidou-se na presença de Roget. Roget lutou a maior parte da sua vida contra uma depressão.
Roget aposentou-se da sua vida profissional em 1840. A 1848, preparou-se para publicar um trabalho que perpetuasse a sua memória. A primeira edição impressa foi em 1852, chamado Thesaurus of English Words and Phrases.
Roget morreu enquanto estava de férias em West Malvern, Worcestershire,  aos 90 anos. Roget foi enterrado no cemitério da Igreja St James, local onde morreu.

## Roget na Ciência e Tecnologia
Roget foi um dos fundadores da Sociedade Médica e Cirúrgica de Londres, que mais tarde se tornou a Royal Society of Medicine, onde exerceu o cargo de secretário. Em 1815, inventou a régua de cálculo log-log, permitindo que uma pessoa realize cálculos de exponenciais e raízes fracionárias. Em 1834 tornou-se o primeiro professor de Fisiologia da Royal Institution.
Peter escreveu inúmeros artigos sobre a fisiologia e saúde, assim como uma série de manuais populares para posteriormente serem utilizados pela Universidade de Londres. Mostrou também notável engenho em inventar e resolver problemas de xadrez.

## Publicações selecionadas
- Treatises on Electricity, Galvanism, Magnetism, and Electro-magnetism. Londres: Baldwin and Cradock. 1832. LCCN 08007072
- Animal and Vegetable Physiology Considered with Reference to Natural Theology. Col: Bridgewater Treatises. I–II. Londres: William Pickering. 2009 [1834]. ISBN 9781108000086. LCCN 06011266
- Thesaurus of English Words and Phrases Fourth ed. Londres: Longman, Brown, Green, and Longmans. 1856